# Laura Leighton

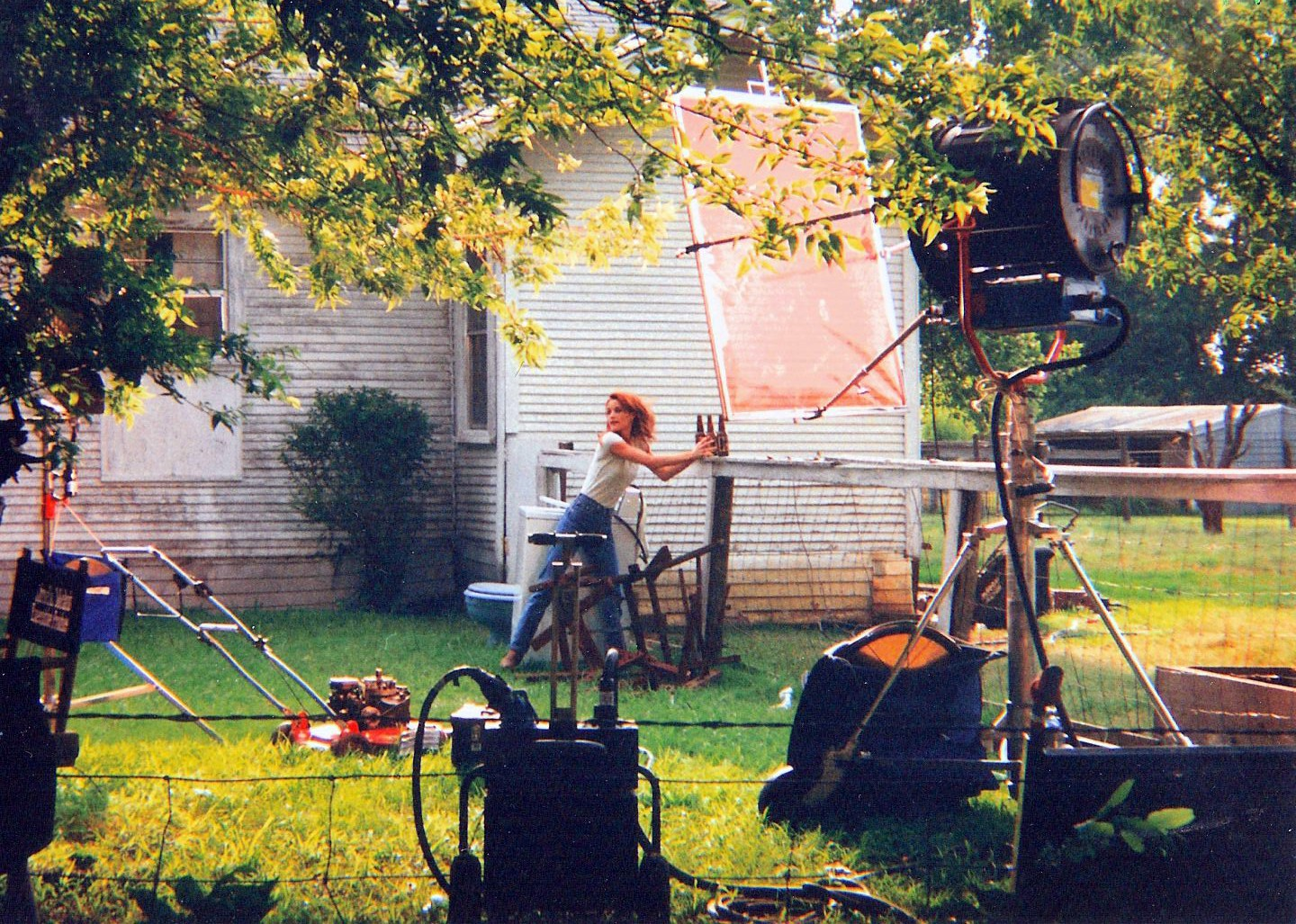
Laura Leighton bei einer Aufnahme für den Film Höllenqualen – Eine Familie am Abgrund (1995)

Laura Leighton (* 24. Juli 1968 in Iowa City, Iowa; eigentlich Laura Miller) ist eine US-amerikanische Schauspielerin. 

## Leben
Laura Leighton machte zunächst ihr Examen im Fach Wirtschaft an der California State University in Long Beach, ehe sie entschied, ins Schauspielfach zu wechseln. Sie begann ihre Karriere als Mitglied der Young Americans. 1995 gewann sie den US Magazine Entertainer of the year-Award. Im selben Jahr wurde sie auch für den Golden Globe Award nominiert. 
Nach einigen Auftritten in Fernsehfilmen erhielt sie 1993 die Rolle der Sydney Andrews in der Erfolgsserie Melrose Place, die sie bis 1997 spielte und die ihr 1995 eine Nominierung für den Golden Globe einbrachte. Es war übrigens auch die erste Rolle ihrer Karriere.
Laura Leighton hatte neben elf Gastauftritten in fünf Fernsehserien vier Auftritte als Hauptdarsteller. In der Crime-Serie Eyes spielt Laura Leighton die Rolle von Leslie Town, in Melrose Place spielt sie Sydney Andrews. In der Drama-Serie Pretty Little Liars spielte Laura Leighton die Rolle von Ashley Marin von 2010 bis 2017.
Sie trat in den letzten Jahren vor allem als Gastdarstellerin in Fernsehserien wie Tru Calling und CSI: Miami auf. Außerdem war sie in der Crime-Serie Law & Order: Special Victims Unit, der Law-Serie Shark sowie weiteren Fernsehserien zu sehen.
Am Set der Serie Melrose Place verliebte sich Leighton in ihren Schauspielkollegen Doug Savant und heiratete diesen im Mai 1998. Die beiden haben mittlerweile zwei Kinder.

## Filmografie
- 1993: Victim of Love: The Shannon Mohr Story (Fernsehfilm)
- 1993–1997: Melrose Place (Fernsehserie, 126 Folgen)
- 1994: Life with Louie: A Christmas Surprise for Mrs. Stillman (Kurzfilm, Stimme)
- 1995: Kinder, ich muß sterben – Abschied einer Mutter (The Other Woman, Fernsehfilm)
- 1995: Höllenqualen – Eine Familie am Abgrund (In the Name of Love: A Texas Tragedy, Fernsehfilm)
- 1997: Die Larry Sanders Show (Fernsehserie, Folge 5x08)
- 1997: Duckman (Duckman: Private Dick/Family Man, Fernsehserie, Folge 4x09, Stimme)
- 1998: Amor – Mitten ins Herz (Cupid, Fernsehserie, Folge 1x15)
- 1998: Beverly Hills, 90210 (Fernsehserie, 6 Folgen)
- 1998: NY – Streets of Death (Naked City: A Killer Christmas, Fernsehfilm)
- 1999: Angels, Baby!
- 1999: Clean and Narrow
- 1999: 7 Girlfriends (Seven Girlfriends)
- 2000: Outer Limits – Die unbekannte Dimension (The Outer Limits, Fernsehserie, Folge 6x11)
- 2000: Allein gegen die Zukunft (Early Edition, Fernsehserie, Folge 4x21)
- 2001: The Sky Is Falling
- 2002: Wenn wir uns wieder sehen (We’ll Meet Again, Fernsehfilm)
- 2003: Skin (Fernsehserie, 3 Folgen)
- 2004: Tru Calling – Schicksal reloaded! (Tru Calling, Fernsehserie, Folge 1x14)
- 2004: Road Rage – Maßlose Wut (A Deadly Encounter, Fernsehfilm)
- 2005–2007: Eyes (Fernsehserie, 12 Folgen)
- 2006: CSI: Miami (Fernsehserie, Folge 4x13)
- 2006: Boston Legal (Fernsehserie, Folgen 3x08–3x09)
- 2007: Shark (Fernsehserie, Folge 1x17)
- 2007: Law & Order: Special Victims Unit (Fernsehserie, Folge 8x18)
- 2007: Love Notes (Fernsehfilm)
- 2008: Daniel’s Daughter (Fernsehfilm)
- 2008: The Burrowers – Das Böse unter der Erde (The Burrowers)
- 2009: Mending Fences (Fernsehfilm)
- 2009–2010: Melrose Place (Fernsehserie, 13 Folgen)
- 2010–2017: Pretty Little Liars (Fernsehserie, 92 Folgen)
- 2020: L.A.’s Finest (Fernsehserie, Folge 2x13)
- 2021: Fantasy Island (Fernsehserie, Folge 1x06)
- 2021: Der Denver-Clan (Dynasty, Fernsehserie, Folge 4x09)